# Turangalîla-Symphonie

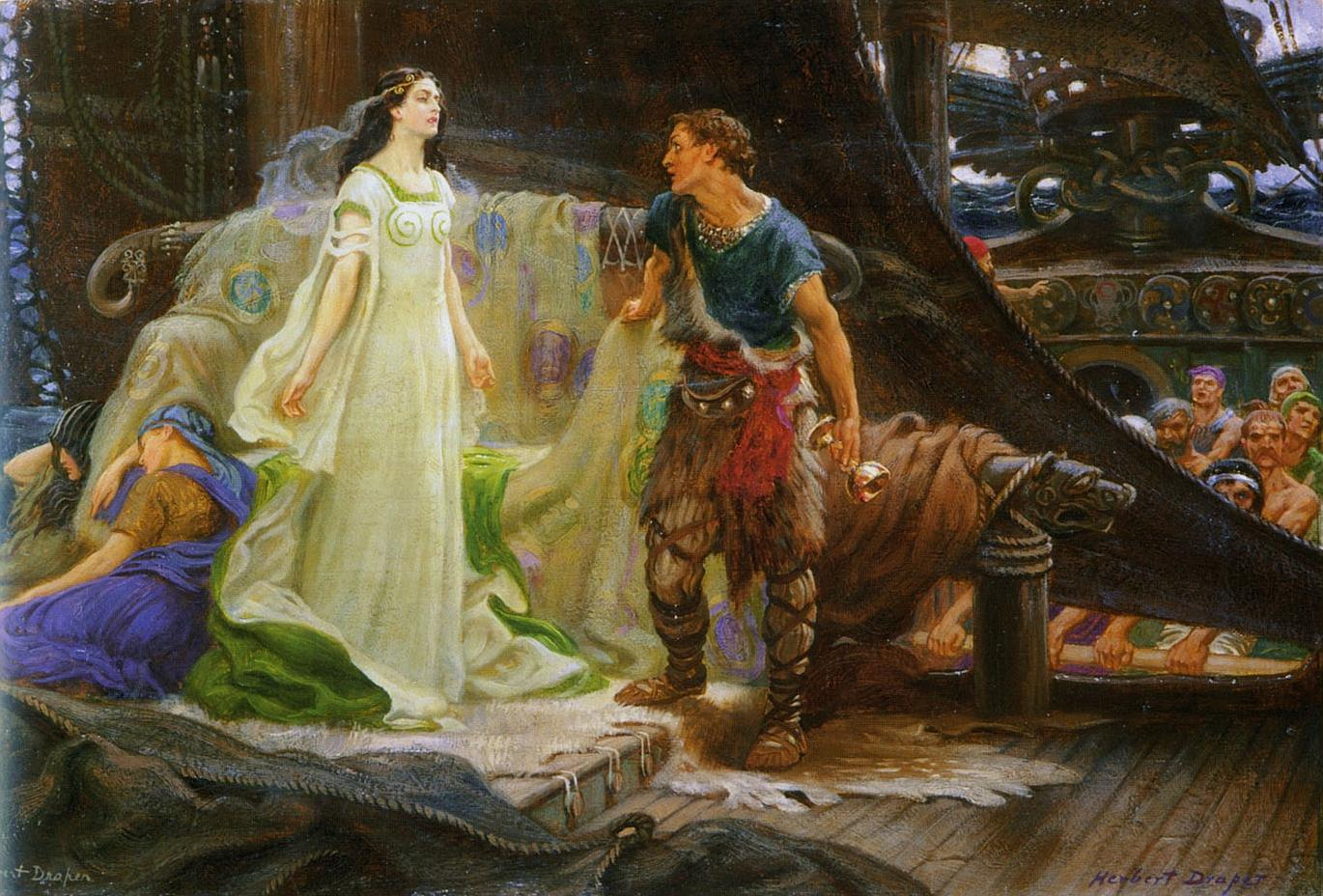
Pinturas de 1901, Herbert James Draper, Homens e mulheres na arte, Pinturas de casais em pé, Tristão e Isolda

Turangalîla-Symphonie é uma peça orquestral do compositor francês Olivier Messiaen. Foi escrita no período 1946-1948, por encomenda de Serge Koussevitzky para a Boston Symphony Orchestra, e estreada por esta orquestra em 1949, sob direcção do maestro Leonard Bernstein.
É uma de várias peças de Messiaen com o instrumento Ondas Martenot; também contém um solo para piano de grande dificuldade técnica.
Messiaen afirmou que o título da peça provém de duas palavras de sânscrito, turanga e lîla, que em conjunto significam algo como "canção de amor e hino de alegria, tempo, movimento, ritmo, vida e morte."  Na altura da composição, Messiaen estava fascinado pelo mito de Tristão e Isolda, e a Sinfonia Turangalîla forma o trabalho nuclear na sua trilogia de composições relativas a temas de amor e morte, a primeira das quais é o ciclo de canções Harawi (poème d'amour et de mort) e a terceira Cinq rechants para coro sem acompanhamento instrumental.
A Turangalîla-Symphonie tem partitura para 12 madeiras, 4 trompas, 5 trompetes, 3 trombones, 1 tuba, piano solo, Ondas Martenot solo, glockenspiel, celesta, vibrafonee outras percussões (total de 10 percussionistas) e instrumentos de corda.
A obra tem dez movimentos:
1. Introdução
2. Chant d'Amour I (Canção de Amor I)
3. Turangalîla I
4. Chant d'Amour II
5. Joie du Sang des Étoiles (Alegria do Sangue das Estrelas)
6. Jardin du Sommeil d'Amour (Jardim do Sono de Amor)
7. Turangalîla II
8. Développement d'Amour (Development of Love)
9. Turangalîla III
10. Final